# Publius Septimius Geta (père de Septime Sévère)
Publius Septimius Geta (né vers 110 – mort vers 171) était le père de l'empereur Septime Sévère, et le beau-père de l'impératrice romaine Julia Domna ainsi que le grand-père paternel des empereurs romains Caracalla et Geta. Publius Septimius Geta est mentionné dans l'Historia Augusta, ainsi que dans plusieurs inscriptions, dont deux ont été retrouvées à Leptis Magna, en Afrique (à l'Est de Tripoli dans l'actuelle Libye).

## Jeunesse
Publius Septimius Geta était d'origine phénicienne. Il est né dans une famille de riches notables originaire de Leptis Magna. Son père, Lucius Septimius Severus (né vers 70 et mort vers 110) fut nommé sufes et prefectus lorsque Leptis fut érigée en colonie et que ses habitants acquirent la citoyenneté sous Trajan. Lucius fut le premier duumvir de la nouvelle colonie. Les grands-parents paternels de Geta se nommaient Marcus Septimius Aper et Octavie. Geta avait également une sœur du nom de Septimia Polla, qui, apparemment, ne s'est jamais mariée; Geta honora sa mémoire en érigeant une statue d'argent à son effigie.
Alors que Geta ne semble pas avoir bénéficié de charges politiques, les autres membres de sa famille se sont distingués. Il avait deux cousins, qui furent consuls sous l'empereur Antonin le pieux : Gaius Septimius Severus, consul en 160 et Publius Septimius Aper, consul en juillet 153. On compte aussi parmi ses proches  Lucius Septimius Severus, devenu consul en 207.

## Vie
Geta mourut peu de temps après l'accession de son fils Septime au rang de questeur, alors que ce dernier était sur le point de rejoindre la Bétique pour y servir en tant que proconsul, en 171. Septime Sévère fut ainsi contraint de rentrer en Afrique afin de régler les affaires de son père.

## Famille
Geta épousa Fulvia Pia (née vers 125 et décédée vers 198), une femme d’ascendance romaine, qui appartenait à la gens Fulvia, une famille patricienne originaire de Tusculum, elle est la fille de Fulvius Pius, né vers 100, et de Plautia Octavilla, née vers 110, ainsi que la tante de Gaius Fulvius Plautianus.[réf. nécessaire]
Geta et Fulvia Pia eurent trois enfants, un fils, Lucius Septime Sévère, un autre fils Publius Septimius Geta et une fille Septimia Octavilla.